# Claude-Hélène Perrot
Pour les articles homonymes, voir Perrot.
Claude-Hélène Perrot, née le 13 septembre 1928 à Lembach (Bas-Rhin) et morte le 16 juillet 2019 à Paris, est une historienne et africaniste française, professeure d'histoire contemporaine de l'Afrique à l'université Panthéon-Sorbonne de 1983 à 1993 et spécialiste de l'histoire de Côte d'Ivoire.

## Biographie
Claude-Hélène Perrot naît en Alsace, dans une famille franc-comtoise. Les mutations professionnelles de son père, employé des Eaux et forêts, font vivre la famille à Orléans, dans le Lot, puis à Paris. Elle est la sœur du résistant François Perrot. Elle réalise une licence d'histoire-géographie à la Sorbonne en 1950 et après l'obtention du CAPES, devient professeure dans l'enseignement secondaire, à Cholet et Coulommiers, de 1955 à 1961. Elle découvre l'Afrique à l'occasion d'un voyage au Sénégal, à l'issue duquel elle s'inscrit à l'École pratique des hautes études, où elle suit les cours de Roger Bastide et Georges Balandier. Elle travaille sur les archives de la Société des missions évangéliques de Paris et prépare une thèse sur le roi sotho Moshoeshoe Ier, qu'elle soutient à la Sorbonne, en 1963 et qui est publiée en 1970 sous l'intitulé Les Sotho et les Missionnaires européens au XIXe siècle.
Elle fait une carrière à la direction de la recherche en Côte d'Ivoire, puis à l'École des lettres d'Abidjan, l'actuelle université Félix-Houphouët-Boigny, jusqu'en 1971. Elle est détachée au CNRS à Paris, de 1971 à 1973. En 1973, elle est nommée maître de conférences à l'université Paris 1. Elle soutient en 1978 une thèse d'État, intitulée Les Anyi-Ndenyé et le pouvoir politique aux XVIIIe et XIXe siècles à l'université Paris-Descartes et publiée sous le même titre en 1984 puis, en 1983, elle est élue professeure à l'université Paris 1. Elle prend sa retraite académique en 1993, tout en continuant à animer un séminaire universitaire et à se rendre en Côte d'Ivoire pour des conférences,.
Elle a appartenu au Comité de vigilance face aux usages publics de l'histoire.

## Activités de recherche et éditoriales
Ses principaux domaines de recherche concernent l'histoire des Akan de Côte d'Ivoire et du Ghana avant la colonisation, principalement les Anyi et les Eotilé ; l'exploitation des sources orales par les historiens ; les relations entre les religions africaines et le pouvoir politique. Son ouvrage Les Anyi-Ndenyé et le pouvoir politique aux XVIIIe et XIXe siècles est réédité en 2014 à Abidjan.

## Publications
- Les Sothos et les missionnaires européens, Annales de l'université d'Abidjan, série F, tome 2/1, Impr. Darantière, Dijon, 1970, 192 p.
- Les Anyi-Ndényé et le pouvoir aux 18e et 19e siècles, Publications de la Sorbonne, 1982.
- « Les Missionnaires français et la construction d'un État. Le Lesotho au temps d'Eugène Casalis », in Daniel C. Bach (dir.), La France et l'Afrique du sud. Histoire, mythes et enjeux contemporains, Karthala, 1990, p. 111-132  (ISBN 2-86537-269-3)
- (dir.) Lignages et territoire en Afrique aux XVIIIe et XIXe siècles . Stratégies, compétition, intégration, Khartala, 2000[12]
- Les Éotilé de Côte d'Ivoire aux XVIIIe et XIXe siècles. Pouvoir lignager et religion, Publications de la Sorbonne, 2008, coll. « Homme et société », 272 p.,  (ISBN 978-2-85944-598-0)

## Distinctions

### Décorations
- Chevalier de l'ordre des Palmes académiques[4]
- Commandeur de l’ordre national du Mérite culturel ivoirien[4]

### Hommage
- Un recueil de mélanges intitulé Entre la parole et l'écrit : contributions à l'histoire de l'Afrique en hommage à Claude-Hélène Perrot, dirigé par Monique Chastanet et Jean-Pierre Chrétien lui est dédié, en 2008[13].